# Mikołeska

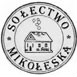
Pieczęć Mikołeski

Mikołeska (niem. Mikoleska) – wieś sołecka w Polsce położona w województwie śląskim, w powiecie tarnogórskim, w gminie Tworóg.
1 stycznia 1973 włączona do miasta Strzybnica.
W latach 1975– 1977 była częścią miasta Tarnowskie Góry.
W latach 1975–1998 miejscowość należała administracyjnie do województwa katowickiego.
W okresie międzywojennym w miejscowości stacjonowała placówka Straży Granicznej I linii „Mikołeska”.

## Nazwa
Nazwa jest patronimiczną nazwą wywodzącą się od imienia Mikoleska, Mikoleszka staropolskiego derywatu greckiego imienia Mikołaj. Pochodzi ona od założyciela wsi lub jej patrona o czym świadczy końcówka "-ska". Heinrich Adamy w swoim dziele o nazwach miejscowych na Śląsku wydanym w 1888 roku we Wrocławiu jako starszą od niemieckiej wymienia staropolską formę nazwy - Mikoleska podając jej znaczenie "Dorf der St. Nicolaus" - "Wieś św. Mikołaja". Niemcy zgermanizowali nazwę na Mikoluschka w wyniku czego utraciła ona swoje pierwotne znaczenie.
W latach 1936–1945 aby zatrzeć polskie pochodzenie nazwy nazistowska administracja III Rzeszy zmieniła ją na nową całkowicie niemiecką - Hohenforst.